# Argostemma pedunculosum
Argostemma pedunculosum là một loài thực vật có hoa trong họ Thiến thảo. Loài này được Miq. mô tả khoa học đầu tiên năm 1857.